# Mountain View (Arkansas)
Mountain View é uma cidade localizada no estado americano de Arkansas, no Condado de Stone.

## Demografia
Segundo o censo americano de 2000, a sua população era de 2876 habitantes.
Em 2006, foi estimada uma população de 3060, um aumento de 184 (6.4%).

## Geografia
De acordo com o United States Census Bureau, a localidade tem uma área de 17,7 km², sem área coberta por água. Mountain View localiza-se a aproximadamente 232 m acima do nível do mar.

## Localidades na vizinhança
O diagrama seguinte representa as localidades num raio de 32 km ao redor de Mountain View.